# Línea 34 (Maldonado)
La línea 34 es una línea de transporte público de ómnibus del departamento de Maldonado, Uruguay. Su partida se da desde la ciudad de Pan De Azúcar, dirigiéndose al puerto del balneario Piriápolis.

## Estaciones
Este servicio se dirige a las siguientes ubicaciones:
- Pan de Azúcar
- Estación Las Flores
- Localidad de Las Flores
- Playa Verde
- Playa Grande
- Terminal Piriápolis
- Puerto Piriápolis